# 稲葉通照
稲葉 通照（いなば みちてる、慶長10年（1605年） - 明暦2年6月10日（1656年7月21日））は江戸時代の旗本。豊後国内の領主で改易となった稲葉通孝の長男。幼名鋳法師（かなほうし）。通称十左衛門。子に稲葉通義、稲葉通政、蒔田定則室、山村良好室、土岐頼利室。
父の通孝が没したのち、叔父の稲葉典通のもとに居り、のちに京に住む。通照は寛永元年（1614年）に幕府に召し出され、書院番に列し、のちに500俵を給され、そののち小姓組となる。寛永10年2月7日、200石を加増され、それまでの蔵米を知行地に改められ、常陸国鹿島郡内で都合700石となった。寛永17年、職を辞し小普請となる。明暦2年、52歳で没する。法名は徳潤。神田の海禅寺に葬られた。